# قوة وسطى

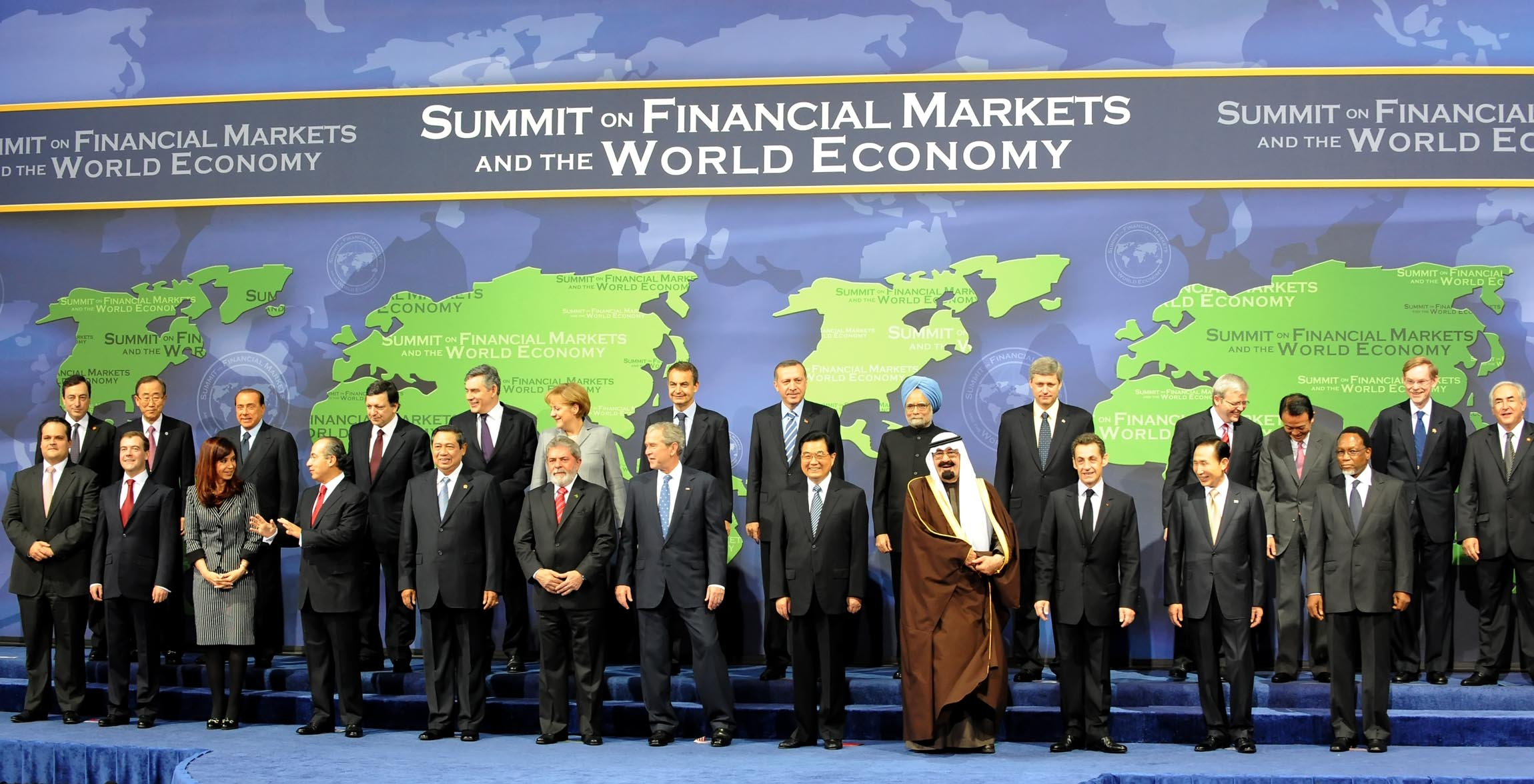
زعماء الدول المكونة لمجموعة العشرين (G20) وغيرهم وهم حاضرون في قمة مجموعة العشرين الأولى عام 2008. أعضاء هذه المجموعة العشرين معظمهم قوى متوسطة في حين أن البعض الأخر هم دول كبرى.

في العلاقات الدولية، تعتبر القوى الوسطى (بالإنجليزية: Middle power)‏ هي الدول ذات سيادة، بالرغم من أنها ليست قوة كبرى، لكنها تتمتع بتأثير كبير أو لا بأس به إضافةً إلى الاعتراف الدولي بها.
يعود تاريخ مفهوم «القوة الوسطى» إلى أصول نظام الدولة الأوربية. ففي أواخر القرن السادس عشر، قام السياسي والمفكر الإيطالي جيوفاني بوتيرو بتقسيم العالم إلى ثلاثة أنواع من الدول: إمبراطوريات وقوى وسطى وقوى صغيرة. طبقاً لبوتيرو، تتمتع القوة الوسطى بقوة وسلطة كافيتين لجعلها تقف على قدميها، دون الحاجة إلى طلب المساعدة من دول أخرى.

## تاريخها وتعريفها
لا توجد طريقة يمكن أخذها كقياس أو معيار معتمد لتعريف البلاد التي تعد «قوى وسطى» غير الفكرة العامة بأن هذه القوى هي دول لديها قدرة متوسطة نسبياً أو معتدلة إلى حد ما على التأثير بسلوك دول أخرى، مقارنةً بالقوى الصغيرة والتي لديها مقدرة «ضئيلة» على التأثير. يستخدم بعض الباحثين إحصائيات الناتج القومي الإجمالي ليحددوا القوى الوسطى حول العالم. من الناحية الاقتصادية، القوى الوسطى هي القوى التي لا تعتبر «كبيرة» ولا «صغيرة» جداُ، غير أن علم الاقتصاد لا يعتبر العامل التعريفي دائماً إذ وتحت المعنى الأصلي للمصطلح، تعرّف هذه القوى على أنها تلك التي امتلكت درجة من القدرة على التأثير عالمياً، لكنها لم تفرض سيطرتها على أي منطقة.ومع ذلك، لا يعد هذا الاستعمال للكلمة عام، إذ يعرّف البعض هذه القوى على أنها تشمل دول يمكن القول إنها «قوى إقليمية».

طبقاً لبعض الأكاديميين في جامعتي ليستر ونوتينغهام:
"يمكن تحديد موقع القوة الوسطى بإحدى طريقتين:  فالطريقة التقليدية والأكثر شيوعاً، هي جمع المعايير المادية الحرجة لتصنيف الدول وفقاً لإمكانياتها النسبية، إذ تختلف هذه الإمكانيات من دولة لأخرى. ويتم تصنيف القوى لقوى عظمى (أو كبرى) ووسطى وصغيرة."
أما في الآونة الأخيرة، فأصبح من الممكن تحديد موقع القوى الوسطى من خلال التركيز على الصفات السلوكية. وهذا يفترض أنه من الممكن تمييز القوى الوسطى عن الخارقة والصغيرة بسبب سلوك سياستها الخارجية-إذ تفرض القوى الوسطى مكانة لنفسها بالسعي وراء نطاق ضيق وأنواع محددة من مصالح السياسة الخارجية. طبقا لذلك فإن القوى الوسطى هي دول تستعمل مهاراتها الدبلوماسية النسبية، في خدمة السلام والاستقرار الدولي".

طبقاً لإدوارد جوردان من جامعة سنغافورة للعلوم الإدارية:
«تبدي جميع القوى الوسطى سلوكاً لسياستها الخارجية يعمل على حفظ النظام العالمي ويشرعه، وذلك من خلال مبادرات تعاونية ومتعددة الأطراف. ومع ذلك، يمكن تمييز القوى الوسطى التقليدية منها والناشئة، من حيث الاختلافات التأسيسية والسلوكية المتبادلة بينهما. من ناحية التأسيس، تمتاز القوى الوسطى التقليدية بالغنى والاستقرار والمساواة والديمقراطية الاجتماعية وبأنها غير مؤثرة إقليمياً. أما من ناحية السلوك، فإنها تبدي توجهاً إقليمياُ ضعيفاً ومتردداً، مفضلةً دمجا أقاليمي لكنها تحاول أن تشكل هويات مختلفة عن تلك التي تمتلكها الدول الضعيفة التي في إقليمها وتقدم تنازلات مرضية عند التعرض للضغوط من أجل الإصلاح العالمي». 
أما القوى الناشئة، بالمقارنة مع التقليدية منها، فتمتاز بكونها شبه طرفية، أي لا تحقق مساواة وقامت مؤخراً بديمقراطية الدول التي تظهر تأثيراً إقليمياً أكبر، إضافةً إلى ارتباطها الذاتي. سلوكياً، تختار هذه القوى تغييراً عالمياً إصلاحياُ وليس جذرياً، وتبدي توجهاً إقليمياً قوياً مفضّلةً توحيد الأقاليم، لكنها تحاول أيضا تشكيل هويات مختلفة عن هويات الدول الضعيفة في مناطق كل منها.
يقول تعريف آخر، تقدمه مبادرة القوة الوسطى: "إن دول القوة الوسطى ذات أهمية سياسية واقتصادية، وتحظى باحترام دولي، إذ تنازلت عن سباق التسلح النووي، وهي السمعة التي تعطي تلك الدول مصداقية دولية كبيرة. وفي ظل هذا التعريف، فإن الدول المسلحة نووياً، كالهند وباكستان وكل دولة مشاركة في "حلف شمال الأطلسي لتقاسم الخبرة النووية"، لا تعتبر قوى وسطى.

### دبلوماسية القوة الوسطى
وفقاً للورانيك، من جمعية الدراسات الدولية:
«بالرغم من الغموض الذي يصاحب فهمنا بما يتعلق بمصطلح» القوة الوسطى«، تتحدد هذه القوى غالباً بواسطة سلوكها الدولي - يطلق عليه» دبلوماسية القوة الوسطى«- وهو ميلها للبحث عن حلول متعددة الأطراف بما يخص النزاعات الدولية، وتبنّي مواقف وسطية فيها، بالإضافة إلى تبنيها مفاهيم» المواطنة الدولية الجيدة«لترشد إلى الدبلوماسية. القوى الوسطى هي الدول التي تلتزم بثرائها النسبي ومهاراتها الإدارية ونفوذها الدولي للحفاظ على السلام والنظام الدولي. تقوم هذه القوى بالمساعدة في الحفاظ على نظام الدول من خلال بناء الائتلافات بالعمل كوسيط و» حلقة وصل«، ومن خلال إدارة الصراعات الدولية والقيام بأنشطة لحلها، كحفظ السلام الذي تقوم به الأمم المتحدة (UN). تقدم القوى الوسطى الأنشطة الدولية بسبب الضرورة المثالية التي تربطها هذه القوى مع كونها وسطى. تعني الضرورة بأن لدى القوى الوسطى مسؤولية أخلاقية وقدرة مشتركة تمكنها من حماية النظام الدولي من القوى التي تهدده، والتي تشمل القوى الكبيرة أو المالكة أحياناً. كانت هذه الضرورة شديدة خصوصاً خلال أكثر فترات الحرب الباردة صعوبة». 
ووفقاً لآنيت بيكر فوكس، العالمة في مجال العلاقات الدولية: تظهر العلاقات بين القوى الوسطى والكبيرة سلوكيات ونظم مساومة أكثر تعقيداً مما كان يفترض غالباً أن تكون. أما سويا يوشيهيد، فتقول:«لا تمثل القوة الوسطى حجم الدولة أو جيشها أو قوتها الاقتصادية فقط، بل تعرّف» دبلوماسية القوة الوسطى«بواسطة المجال الموضوعي، حيث تستثمر الدولة مواردها ومعرفتها. تتجنب القوى الوسطى المواجهة المباشرة مع القوى الكبيرة، لكنها ترى نفسها كـ» أطراف فعالة«وتبحث عن دورها الخاص في مجال موضوعي معين، كحقوق الإنسان والبيئة وتنظيم الأسلحة. القوى الوسطى هي القوة الدافعة في عملية البناء عبر الوطني المؤسسي.»
تتضمن صفات دبلوماسية القوة الوسطى ما يلي:
- الالتزام بالتعددية من خلال المؤسسات الدولية والتحالف المشترك مع قوى متوسطة أخرى.
- درجة عالية من إشراك المجتمع المدني في سياسة البلد الخارجية.[6]
- بلد يعكس ويشكل هويته القومية من خلال «سياسة خارجية جديدة»: حفظ السلام وأمن الإنسان ومحكمة الجرائم الدولية وبروتوكول كيوتو.

تركز مبادرة القوى الوسطى، وهو برنامج تابع لجمعية الأمن الدولي، على أهمية دبلوماسية القوى الوسطى. من خلال هذه المبادرة، تتمكن ثمان منظمات دولية أهلية من العمل في المقام الأول مع حكومات القوة الوسطى، لحث الدول التي تمتلك أسلحة نووية وتعليمها على اتخاذ خطوات عملية وسريعة تقلل من الخطر النووي، ولتبدأ بالمفاوضات للقضاء على الأسلحة النووية إذ تمتاز الدول ذات القوة الوسطى بكونها مؤثرة في القضايا المتعلقة بالحد من التسلح، فهي ذات أهمية سياسية واقتصادية وتحظى باحترام دولي إذ تخلت عن سباق التسلح النووي، مما منحها مصداقية سياسية كبيرة.

### دول قومية تُعرف ذاتها
دخل هذا المصطلح للمرة الأولى في الحوار السياسي الكندي بعد الحرب العالمية الثانية. على سبيل المثال، أطلق رئيس الوزراء لويس أس تي. لورنت على كندا اسم «قوة في المرتبة الوسطى» وساعد في وضع تعريف كلاسيكي لدبلوماسية القوة الكندية الوسطى. فعندما كان يؤيد انتخاب مجلس الأمن التابع للأمم المتحدة، لكندا، قال إنه بينما «... تعقّد الطبيعة المميزة لعلاقة» كندا«بالمملكة المتحدة والولايات المتحدة مسؤولياتنا،» لم تكن كندا «قمراً صناعياً» لأي منهما لكنها كانت لـ «تستمر بوضع قراراتنا بصورة موضوعية، في ظل التزاماتنا لصالح شعبنا ورفاهيته في المجتمع الدولي.» اعتقد الزعماء الكنديون بأن كندا هي قوة وسطى لأنها كانت أحد الشركاء الثانويين في تحالفات كبيرة (كحلف الناتو وقيادة دفاع الفضاء الجوي الأمريكية الشمالية)، إذ كانت مشارِكة بشكل فعال في حل النزاعات الحاصلة خارج بلدها (كأزمة السويس)، ولم تكن قوة استعمارية سابقة وبذلك كانت محايدة في النضال ضد الاستعمار. عملت كندا بنشاط في الأمم المتحدة لتمثل مصالح الأمم الأصغر منها ولتمنع هيمنة القوى العظمى (كانت كثيرا ما تُنتخب في مجلس الأمن لمثل هذه الأسباب)، ولأنها كانت مشاركة في الجهود المبذولة للإنسانية ولحفظ السلام حول العالم.
في مارس 2008، عرّف رئيس الوزراء الأسترالي كيفن رود سياسة دولته الخارجية على أنها «دبلوماسية قوة وسطى»، إلى جانب عدد من المعايير المماثلة. بإمكان أستراليا «التأثير على صناع القرار الدوليين» بما يخص بعض القضايا مثل «اقتصاد العالم وتحديات البيئة والأمن.»

## التداخل بين القوى الوسطى والقوى الكبيرة
يظهر التداخل فيما بين القوى الوسطى والكبيرة، أنه ليس هنالك إجماع بين السلطات.
تعتبر بعض الدول كالصين وفرنسا وروسيا والمملكة المتحدة والولايات المتحدة، قوى كبيرة، ويعود ذلك لأهميتها الاقتصادية والعسكرية والإستراتيجية ومركزها كقوى نووية معترف بها، إضافةً لمقاعدها الدائمة في مجلس الأمن التابع للأمم المتحدة. كما ويعتقد بعض الأكاديميين بأن ألمانيا واليابان قوى كبرى، ويرجع ذلك لاقتصادهما الكبير والمتقدم وتأثيرهما الدولي، على العكس من إمكانياتهما العسكرية والاستراتيجية. فيما أشارت بعض المصادر أحيانا لهاتين الدولتين على أنهما قوى وسطى.
يدعم العاملون في مجال العلاقات العامة، كالبروفيسور كيرتون وأكاديمي في معهد الدراسات السياسية في باريس، الادعاء القائل بأن إيطاليا وكندا هما قوى كبرى، ويعود ذلك لمركزيهما وعضويتهما في مجموعة الدول الصناعية السبع (G7). إضافة لذلك، وطبقا لتقرير2014 من مركز هاوج للدراسات الاستراتيجية، يتم وضع إيطاليا ضمن القوى الكبرى.  على الرغم من أن الدعم الأكاديمي الكبير لأن تكون الهند قوة كبرى، غير مألوف، إلا أن بعض العاملين في مجال العلوم السياسية، كمالك موهان والدكتور زبيغنيو برززينسكي، يعتبرون الهند أيضاً قوة كبرى. بالإضافة لذلك، يشار للبرازيل أحيانا بأنها قوة كبرى، ويعود ذلك لقوتها الاقتصادية ونفوذها. توصف البرازيل وكندا والهند وإيطاليا، أحيانا، بأنها قوى وسطى.
تحوي القائمة التالية 9 دول اعتبرها بعض الأكاديميين أو خبراء آخرون، في وقت ما، قوى كبرى:
- البرازيل[12]
- كندا[13]
- فرنسا[8]
- الهند[14]
- إيطاليا[15]
- اليابان[16]
- روسيا[17]
- المملكة المتحدة[18]

## قائمة القوى الوسطى حول العالم
لا يوجد، كما هو الحال في القوى الكبرى، إجماع بين السلطات بشأن البلاد التي تعتبر قوى وسطى. غالبا ما تكون القوائم محط نقاش بالإضافة إلى ميلها لوضع دول كبيرة نسبياً مثل الأرجنتين إلى جانب دول صغيرة نسبياً مثل النرويج. بالتأكيد، ليست كل القوى الوسطى ذات مكانة واحدة، إذ تعتبر بعضها قوى إقليمية وأعضاء في مجموعة العشرين (G20) مثل أستراليا، في حين أن بعض الدول الأخرى يسهل اعتبارها قوى صغيرة مثل جمهورية التشيك. تلعب بعض القوى الوسطى الأكبر، دوراً مهماً في الأمم المتحدة ومنظمات دولية أخرى كمنظمة التجارة العالمية.

تضم القائمة التالية 50 دولة اعتبرها أكاديميون وخبراء آخرون، في وقت ما، قوى وسطى:
- أفريقيا
  -  الجزائر[19][20][21]
  -  مصر[19][22][23][24]
  -  المغرب[25]
  -  نيجيريا[22][26]
  -  جنوب إفريقيا[27][28][29][30][31][32][33]
- الأمريكتان
  -  الأرجنتين[19][20][21]
  -  البرازيل[34][35][36][37]
  -  كندا[38][39][40][41]
  -  تشيلي[11][42]
  -  كولومبيا[43][44]
  -  المكسيك[21][22][45][46][47]
  -  بيرو[48][49]
- آسيا
  -  بنغلاديش[48]
  -  الهند[14][50][51][52]
  -  إندونيسيا[33][53]
  -  إيران[54][55][56][57]
  -  إسرائيل[58][59][60]
  -  كازاخستان[48][61][62]
  -  كوريا الجنوبية[33][50][63][64][65][66]
  -  ماليزيا[23][26][33][53][67]
  -  باكستان[68]
  -  الفلبين[69]
  -  قطر[70][71]
  -  السعودية[58][72][73]
  -  سنغافورة[74][75][76]
  -  تايوان[69][77]
  -  تايلاند[33][69]
  -  تركيا[22][33][78]
  -  الإمارات العربية المتحدة[79][80]
  -  فيتنام[48][81]
- أوروبا
  -  النمسا[21][33][82][83][84]
  -  بلجيكا[42][84][85][86]
  -  جمهورية التشيك[82][87][88]
  -  الدنمارك[13][89]
  -  فنلندا[74][82][90]
  -  اليونان[91]
  -  المجر[92]
  -  أيرلندا[93][94][95][96][97]
  -  إيطاليا[15][98]
  -  هولندا[13][89]
  -  النرويج[13][89]
  -  بولندا[46][99][100]
  -  البرتغال[101]
  -  رومانيا[21][82][84][90][102][103]
  -  إسبانيا[101]
  -  السويد[58][89][104]
  -  سويسرا[105]
  -  أوكرانيا[99][102]
- أوقيانوسيا
  -  أستراليا[2][33][38][50][58][106]
  -  نيوزيلندا[3]